# Pożar w fabryce ubrań w Karaczi
Pożar w fabryce ubrań w Karaczi – miał miejsce 11 września 2012 w pakistańskim mieście Karaczi.

## Pożar
W nocy w fabryce ubrań doszło do wybuchu pożaru, który bardzo szybko rozprzestrzenił się na całą fabrykę. Wszystkie wyjścia były zamknięte. Pożar został ugaszony nad ranem. W katastrofie zginęło co najmniej 289 osób.